# Gamma World
Gamma World è un gioco di ruolo science fantasy scritto originariamente da James M. Ward e Gary Jaquet e pubblicato dalla TSR nel 1978, che prende in prestito molti prodotti dal precedente gioco Metamorphosis Alpha sempre di Ward, espandendo però l'ambientazione da un'astronave a tutto il mondo.

## Ambientazione
Gamma World è ambientato a metà del XXV secolo, più di un secolo dopo che una seconda guerra nucleare ha distrutto la civilizzazione umana. Gli autori del gioco si sono ispirati a romanzi e film postapocalittici degli anni cinquanta, sessanta e settanta. La prima edizione cita i romanzi Hothouse di Brian Aldiss, Star Man's Son di Andre Norton, Il viaggio di Hiero (Hiero's Journey) di Sterling E. Lanier e il film Wizards di Ralph Bakshi
La guerra che ha distrutto la civilizzazione di Gamma World è solo vagamente descritta nella maggior parte delle edizioni del gioco e i dettagli cambiano da edizione a edizione. Le prime due edizioni sono situate dopo una prima guerra nucleare verso la fine del XXI secolo e una seconda negli anni tra 2309-2322 e attribuiscono l'annichilazione finale a un gruppo di terroristi chiamati "The Apocalypse" e alle successive rappresaglie delle fazioni sopravvissute. Le edizioni successive cambiano radicalmente le ragioni del collasso. L'edizione del 2000 basata su Alternity l'attribuisce a un'invasione aliena combattuta con armi nucleari. L'edizione d20 System del 2003 l'attribuisce a un uso crescente di nanotecnologie e intelligenze artificiali. L'edizione del 2010 introduce una storia completamente diversa che attribuisce la distruzione della civilizzazione all'attivazione del Large Hadron Collider, in seguito alla quale realtà multiple si scambiano caratteristiche in un evento chiamato "The Big Mistake". Tutte le edizioni concordano comunque che il cataclisma ha distrutto tutti i governi e le società di dimensioni superiori a quelle di un villaggio, facendo piombare il mondo in un'età oscura. In molte edizioni del gioco la tecnologia è al meglio quasi-medievale (nella prima edizione la balestra è definita come l'"arma suprema" per la maggior parte delle società di Gamma World). Alcune, come l'edizione del 2003 e in misura minore quella del 2010, presentano una tecnologia avanzata ben conosciuta e spesso facilmente disponibile. Invece nelle edizioni precedenti sono presenti artefatti scientifici risalenti a prima della guerra, il cui uso è rischioso a causa dell'incomprensione del loro funzionamento, modalità d'uso e spesso scopo. Gli abitanti della Terra postapocalittica chiamano il loro pianeta "Gamma World" (o "Gamma Terra" nelle edizioni successive).
Gamma World è un ambiente caotico e pericoloso che assomiglia poco al mondo preapocalittico. Le armi scatenate durante la guerra finale sono state sufficientemente potenti da alterare la linea costiera, livellare le città e rendere letalmente radioattivi vaste zone. La vita sopravvissuta è stata inondata da radiazioni non meglio specificate e da agenti biochimici che hanno causato mutanzioni diffuse e permanenti negli esseri umani, animali e piante. A causa di ciò sono comuni mutazioni eccezionali come possedere arti multipli, essere superforti o essere dotati di poteri psichici (tabelle casuali per generare mutazioni improbabili sono il segno distintivo di ogni edizione di Gamma World). Molti animali e piante sono senzienti e semicivilizzati, in competizione con gli umani sopravvissuti. Sia gli umani che i non umani hanno perso la maggior parte della conoscenza pre-guerra e si riferiscono alla civiltà pre-apocalisse come "gli Antichi". Il solo gruppo con conoscenze significative degli antichi sono robot isolati e altre intelligenze artificiali sopravvissuti alla guerra, sebbene generalmente tendano ad essere danneggiati, in cattivo stato di manutenzione od ostili agli esseri organici.
I personaggi giocanti possono essere umani non mutati (chiamati "umani di ceppo puro" nella maggior parte delle edizioni), umani mutati, animali o piante senzienti e androidi. I personaggi esplorano le rovine degli Antichi e strane società alla ricerca di conoscenze perdute e per migliorare il proprio status sociale. I temi comune delle avventure sono la protezione di società deboli, recuperare artefatti degli Antichi (aggeggi fantascientifici come tute potenziate, pistole laser e slitte antigravità) o la pura sopravvivenza contro i numerosi pericoli del futuro (come conigli mutanti armati, antiche macchine della morte impazzite o altri pericolosi esseri di Gamma World)
Una fonte ricorrente di conflitti in Gamma World è la rivalità tra le "Cryptic Alliances", società semisegrete i cui progetti ideologici in genere sconfinano nella monomania portandoli in conflitto con il resto di Gamma World. Per esempio gli umani di ceppo puro della "Knights of Genetic Purity" cercano di sterminare tutti i mutanti, mentre la società "Iron Society" composta esclusivamente da mutanti vuole eliminare tutti gli umani non mutati. Altre rivalità coinvolgono il comportamento riguardo alla tecnologia degli Antichi: alcune alleanze, come "The Restorationists" vogliono ricostruire la civiltà antica, mentre altre, come "The Seekers", vogliono distruggere tutti gli artefatti rimanenti.

## Sistema di gioco
In tutte le sue edizioni Gamma World è sempre stato fortemente compatibile con l'edizione corrente di Dungeons & Dragons. Per esempio gli caratteristiche hanno un valore che va da 3 a 18, generato casualmente lanciando tre dadi a sei facce. Le caratteristiche sono le stesse con l'occasionale cambiamento di nome come "forza fisica" invece di "forza" e "forza mentale" invece di "saggezza". Ciò permette potenzialmente a un personaggio di Gamma World di entrare in un'ambientazione di Dungeons & Dragons e viceversa.
La generazione dei personaggi è in gran parte casuale e una delle più distintive meccaniche del gioco sono le tabelle delle mutazioni. I giocatori che scelgono di giocare un mutante generano casualmente le mutazioni del proprio personaggio. Tutte le versioni di Gamma World sono poco realistiche nel trattare le mutazioni, scegliendo invece di dare ai personaggi capacità fantastiche come poteri psichici, raggi laser, campi di forza, capacità di risucchiare la vita e così via. Ancora altre mutazioni sono l'estensione e la versione estrema di capacità naturali spostate da una specie all'altra come la capacità di generare scariche elettriche, l'infravisione, possedere branchie, ec...
Questo viene compensato da difetti che arrivano anch'essi fino dal mondano, come epilessia, pazzia e fobie al fantastico come una pelle che si dissolve in acqua o l'attrarre mostri.
I personaggi nella maggior parte delle edizioni di Gamma World salgono di "rango" o "livello" in alcune edizioni, guadagnando punti esperienza con le loro avventure. Comunque diversamente da Dungeons & Dragons nelle prime tre edizioni del gioco il rango non influenzava le capacità del personaggio ma era solo una misura del suo prestigio personale.
D'altra parte le meccaniche di gioco usate per risolvere le azioni dei personaggi sono grandemente variate da un'edizione all'altra. Nelle prime due edizioni, come nelle prime edizioni di D&D, dipendevano in gran parte da tabelle su cui si incrociavano il valore dell'attaccante e quello del difensore. Per alcune azioni, come gli attacchi il numero indicato dalla tabella indica il numero che il giocatore che agisce deve ottenere. Per altre, come determinare il risultato dell'esposizione alle radiazioni, la tabella indica un risultato definitivo. Le prime due edizioni hanno una varietà di tabella specializzate per diverse azioni.
La terza edizione rimpiazza le tabelle con una singola "Action Control Table" (ACT) codificata con colori che permette ai giocatori di determinare con un unico tiro di dadi se un'azione tentata da un personaggio ha successo o meno e il grado di successo (questa idea deriva dalla "Universal Results Table" di Marvel Super Heroes, che era stato pubblicato dalla TSR poco prima della pubblicazione della terza edizione). La ACT richiede che l'arbitro incroci la difficoltà dell'azione tentata dal personaggio con il valore dell'abilità usata per completare l'azione, determinando la colonna dell'ACT usata per l'azione. Il giocatore del personaggio tira un dado percentuale e il risultato viene confrontato con la colonna scelta determinando il successo o il fallimento dell'azione, senza il bisogno di un secondo tiro di dado (per esempi per determinare il danno una volta colpito un avversario).
La quarta edizione era direttamente compatibile con la seconda edizione di Advanced Dungeons & Dragons a parte qualche differenza minore. La quinta e sesta edizione furono manuali di ambientazione che richiedevano rispettivamente il manuale di Alternity (le cui regole erano comunque parzialmente contenute nel manuale di Gamma World) e quello del d20 System Modern.
La settima edizione ha usato una versione semplificata delle regole della quarta edizione di D&D. La generazione del personaggio è stata quasi completamente rimossa, invece di scegliere una classe il giocatore tira due volte un dado a venti facce e consulta una tabella delle origini. Per esempio un giocatore potrebbe ottenere il risultato "Yeti radioattivo" e guadagnare i poteri associati con l'origine "yeti" e con quella "radioattivo". Anche attributi, mutazioni ed abilità sono generati casualmente. Due mazzi di carte che formano la versione base di un gioco di carte collezionabili sono comprese nel gioco. Un mazzo rappresenta mutazioni alfa casuali, che possono essere estratte per guadagnare poteri temporanei mentre il mazzo tecnologie omega contiene potenti artefatti tecnologici che potenzialmente possono malfunzionare. Alcuni miglioramenti delle regole della quarta edizione includono nuovi tipi di danno, come "radiazione", abilità specifiche del mondo di Gamma World e una mortalità aumentata. Nonostante queste differenze è possibile usare mostri e personaggi di D&D in Gamma World e viceversa.

## Edizioni

### Prima edizione
- James M. Ward e Gary Jaquer (1978). Gamma World. Set in scatola contenente un manuale di 56 pagine, una mappa a colori del Nord America devastato e dadi)[1].
- Gary Gyax con Luke Gygax e Paul Reiche III (1981). GW1, Legion of Gold. TSR. ISBN 0-935696-61-X[1]. I personaggi devono fermare delle misteriose figure in armature luminescenti che stanno attaccano gli insediamenti della zona.
- Michael Price (1982). GW2, Famine in Far-Go. TSR. ISBN 0-935696-88-1[1]. Mentre sono in viaggio per sottoporsi a un rito di iniziazione i personaggi sono attaccati da mortali polli mutanti radioattivi[1].
- (1981). GWAC1, Gamma World Referee's Screen and Mini Module.TSR. ISBN ISBN 0-935696-78-4. schermo del master con un'avventura breve

La Grenadier Miniatures supportò il gioco con una linea di miniature prodotte su licenza.
Fu annunciata anche la pubblicazione di Metamorphosis Alpha to Omega, che avrebbe dovuto essere un set in scatola che adattava l'ambientazione di Metamorphosis Alpha's alle regole di Gamma World's, ma non fu pubblicato, comparendo invece diversi anni più tardi come Metamorphosis Alpha to Omega usando le regole di Amazing Engine.

### Seconda edizione
- James M. Ward, David James Ritchie e Gary Jaquer (1983). Gamma World, 2ª edizione. TSR. Set in scatola contenente un manuale di 64 pagine e un'avventura introduttiva di 32 pagine, una mappa a colori dadi[1].
- Michael Price e Garry Spiegle (1983). GW3, The Cleansing War of Garik Blackhand. TSR. ISBN 0-88038-015-2. Gli avventurieri devono fermare un gruppo di umani non mutanti che vogliono massacrare tutti i mutanti nella zona del parco di Yellowstone[1].
- Philip Taterczynski (1983). GW4, The Mind Masters. TSR. ISBN 0-88038-029-2. I personaggi devono affrontare un computer dotato di poteri psionici che causa incubi nella zona.[7]
- (1983). GWAC1, Gamma World Referee's Screen and Mini Module.TSR. ISBN 0-935696-78-4. schermo del master con un'avventura breve
- GWAC2, Gamma World Character Sheets. TSR. ISBN 0-88038-139-6

La TSR produsse anche quattro serie di miniature per Gamma World..

### Terza edizione
- James M. Ward e Harold Johnson (1986). Gamma World, 3ª edizione. TSR. Set in scatola contenente tre manuali (64, 32 e 16 pagine), schermo del master, mappa a colori e dadi[1]. Vincitore del Gamer's Choiche Award 1986-1987[10].
- James M. Ward e Harold Johnson (1986). Gamma World Rules Supplement. Supplemento contenente regole che per errore non furono inserite nella scatola della terza edizione, inviata gratuitamente per posta agli acquirenti della scatola base[1].

I cinque moduli dal GW6 al GW10 (non esiste un GW5) costituiscono una serie di storie riguardo alla ricostruzione di un antico "carro dei cieli":
- Kim Eastland (1986). GW6, Alpha Factor. TSR. ISBN 0-88038-294-5. I personaggi devono ritrovare il nucleo di un antico computer e le sue memorie[7].
- Bruce Nesmith (1987). GW7, Beta Principle. TSR. ISBN 0-88038-404-2. I personaggi devono rintracciare un saggio nascosto in un parco dei divertimenti pieno di pericoli e animali mutanti[7].
- Kim Eastland (1987). GW8, Gamma Base. TSR. ISBN 0-88038-405-0. I personaggi devono scoprire perché gli abitanti di una zona vicino a un'antica miniera stanno scomparendo[7].
- Kim Eastland (1988). GW9, Delta Fragment. TSR. ISBN 0-88038-406-9. I personaggi devono recuperare e rimettere in funzione delle antiche astronavi[7].
- Kim Eastland (1988). GW10, Epsilon Cyborgs. TSR. ISBN 0-88038-477-8. I personaggi devono viaggiare fino alle terre congelate e trovarne il misterioso padrone. Include nuove regole sui robot[7].

La TSR chiuse la terza edizione prima della pubblicazione dell'ultimo modulo della serie. Una versione non ufficiale di intitolata GW11 Omega Project è stata sviluppata da un fan.
Despite its editorial issues, the 3rd edition rules were well-received enough to win the 1986/1987 Gamer's Choice Award for "Best Science-Fiction Roleplaying Game" (Rabe 1987).

### Quarta edizione
- Bruce Nesmith e James M. Ward (1992). Gamma World. TSR. ISBN 1-56076-401-5. Quarta edizione delle regole, un manuale con copertina morbida di 192 pagine.
- Dale "Slade" Henson (1993). GWA1, Treasures of the Ancients. TSR. ISBN 1-56076-577-1
- Jack A. Barker (1993). GWA2, The Overlord of Bonparr. TSR. ISBN 1-56076-599-2
- Bruce Nesmith (1992). GWQ1, Mutant Master. TSR. ISBN 1-56076-411-2
- Dale "Slade" Henson (1993). GWQ2, All Animals Are Equal. TSR. ISBN 1-56076-638-7
- Tim Beach, Paul Riegel, Drew Bittner e Kim Eastland (1993). GWQ3, Home Before the Sky Falls. TSR. ISBN 1-56076-674-3

### Quinta edizione
- Andy Collins and Jeff Grubb. Gamma World Campaign Setting. Wizards of the Coast.ISBN 0-7869-1629-X. Manuale a copertina morbida di 192 pagine che utilizza le regole di Alternity

### Omega World
- Jonathan Tweet (2002). Omega World. Wizard of the Coast. Un minigioco basato sul d20 System abbinato a Dungeon 94/Polyhedron 153.

### Sesta edizione
Nel novembre 2002 la Sword & Sorcery Studios (SSS) annunciò di aver ottenuto la licenza dell'ambientazione Gamma World dalla WOTC per produrre una sesta edizione del gioco
L'edizione suddivisa in tre manuali sullo stile di D&D è basata sulle regole del d20 Modern. In contrasto con l'approccio più scanzonato delle edizioni precedenti questa prende molto più sul serio il concetto di un mondo dopo un'apocalisse nucleare. È anche la prima edizione a includere nanotecnologia su vasta scala. Nell'agosto 2005 la White Wolf (proprietaria dei S&S Studios) annunciò che stava restituendo i diritti di pubblicazione di Gamma World alla Wizards of the Coast, mettendo il gioco fuori stampa.
- Bruce Baugh, Ian Eller, Mikko Rautalahti e Geoff Skellams (2003). Gamma World Player's Handbook. Sword & Sorcery Studios. ISBN 1-58846-069-X
- Bruce Baugh, Werner Hager, Lizard e Doug Oglesby (2003). Gamma World Game Master's Guide. Sword & Sorcery Studios. ISBN 1-58846-068-1
- David Bolack, Gareth Hanrahan, Patrick O'Duffy e Chuck Wendig (2003). Gamma World Mutants and Machines. Sword & Sorcery Studios. ISBN 1-58846-067-3

Più tre altri supplementi:
- Ellen Kiley (2004). Gamma World Beyond the Horizon. Sword & Sorcery Studios. ISBN 1-58846-977-8
- Owen K.C. Stephens, Alejandro Melchor e Geoff Skellams (2004). Gamma World Cryptic Alliances and Unknown Enemies. Sword & Sorcery Studios. ISBN 1-58846-966-2
- James Maliszewski, John Snead e Ellen P. Kiley (2004). Gamma World Out of the Vaults. Sword & Sorcery Studios. ISBN 1-58846-022-3
- Rick Jones (2003). Midnight in the Mystery Garden. Sword & Sorcery Studios. Avventura introduttiva resa disponibile in scarico gratuito dal sito della S&S Studios.

### Settima edizione
Alla Dungeons & Dragons Experience fan convention di inizio 2010 la Wizards of the Coast annunciò una nuova edizione di Gamma World che fu pubblicata nell'ottobre di quello stesso anno. Il regolamento è compatibile con le regole della quarta edizione di D&D ma non è considerato come un'ambietazione separata di D&D. La scatola base include 80 carte (non collezionabili), ma non i dadi. Inoltre bustine di otto carte collezionabili di carte Alpha Mutation e Omega Tech sono vendute separatamente.
- Richard Baker e Bruce R. Cordell (). D&D Gamma World Roleplaying Game. Wizards of the Coast. ISBN 978-0-7869-5508-4
- Robert J. Schwalb (). D&D Gamma World Expansion Kit: Famine in Far-go. Wizards of the Coast. ISBN 978-0-7869-5509-1
- Richard Baker e Bruce Cordell (). D&D Gamma World Expansion Kit: Legion of Gold. Wizards of the Coast. ISBN 978-0-7869-5510-7

Ulteriore contenuto fu distribuito al il Game Day 2010 (Trouble in Freesboro) e al Penny Arcade Expo 2010 (Pax Extraterrestria). Inoltre un'avventura natalizia e le regole per il combattimento tra veicoli furono pubblicate online

### Altri prodotti
- Dale "Slade" Henson, Steve Winter (1992). Gamma Knights. Wargame per due giocatori che simula battaglie tra avversari in tute potenziate, comprende regole per l'uso nella quarta edizione del gioco di ruolo
- Due librogame nella collana Endless Quest[7]:
  - Mary L. Kirchoff e James M. Ward (1983). Light on Quests Mountain. Collana Endless Quest n. 12[17]
  - Morris Simon (1985). Mystery of the Ancients. Collana Endless Quest n. 28[18]